# Нан
Нан (тайск. น่าน) — город на севере Таиланда, административный центр одноимённой провинции.
Население — 20 413 человек (2005) из 81 277 жителей мыанг-ампхое.

## География
Город расположен недалеко от границы с Лаосом на правом берегу реки Нан и известен издавна. Территория покрыта густыми лесами и пахотными землями, используемыми, в основном, для сельского хозяйства.

## История
До XVI века он был частью небольшого царства, имевшего мало внешних сношений. Позже он стал территорией Лансанга, простиравшегося на территории современных Лаоса и Таиланда. К концу XVI века город вошёл как одно из княжеств государства Ланна. В 1558-1786  гг город находится под властью бирманцев. После, вплоть до 1931 года Нан с окружающей территорией был полузависимой территорией Сиама, после чего стал частью тайского государства.

## Экономика

### Транспорт
С Бангкоком, расположенным в 670 км южнее, город связывают авиарейсы четыре раза в неделю. С соседними городами существует регулярное автобусное сообщение. Местный транспорт включает сонгтаевы, моторикши, тук-туки.

## Достопримечательности
В городе в настоящее время действует музей, сохранились древние строения, в том числе старые ваты и городская стена. Традиционной является и гонка на тайских лодках старого образца по реке Нан.

## Изображения

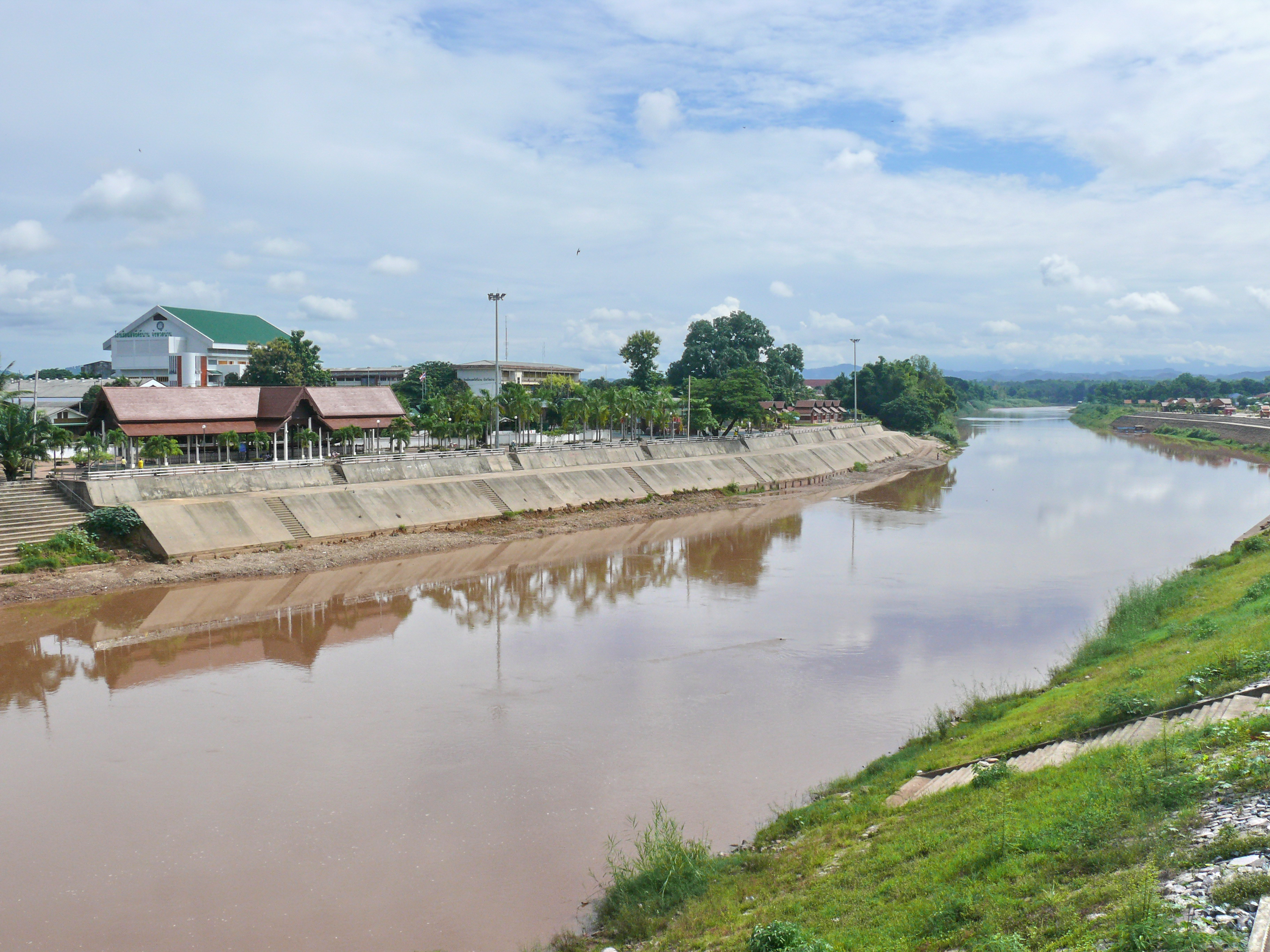
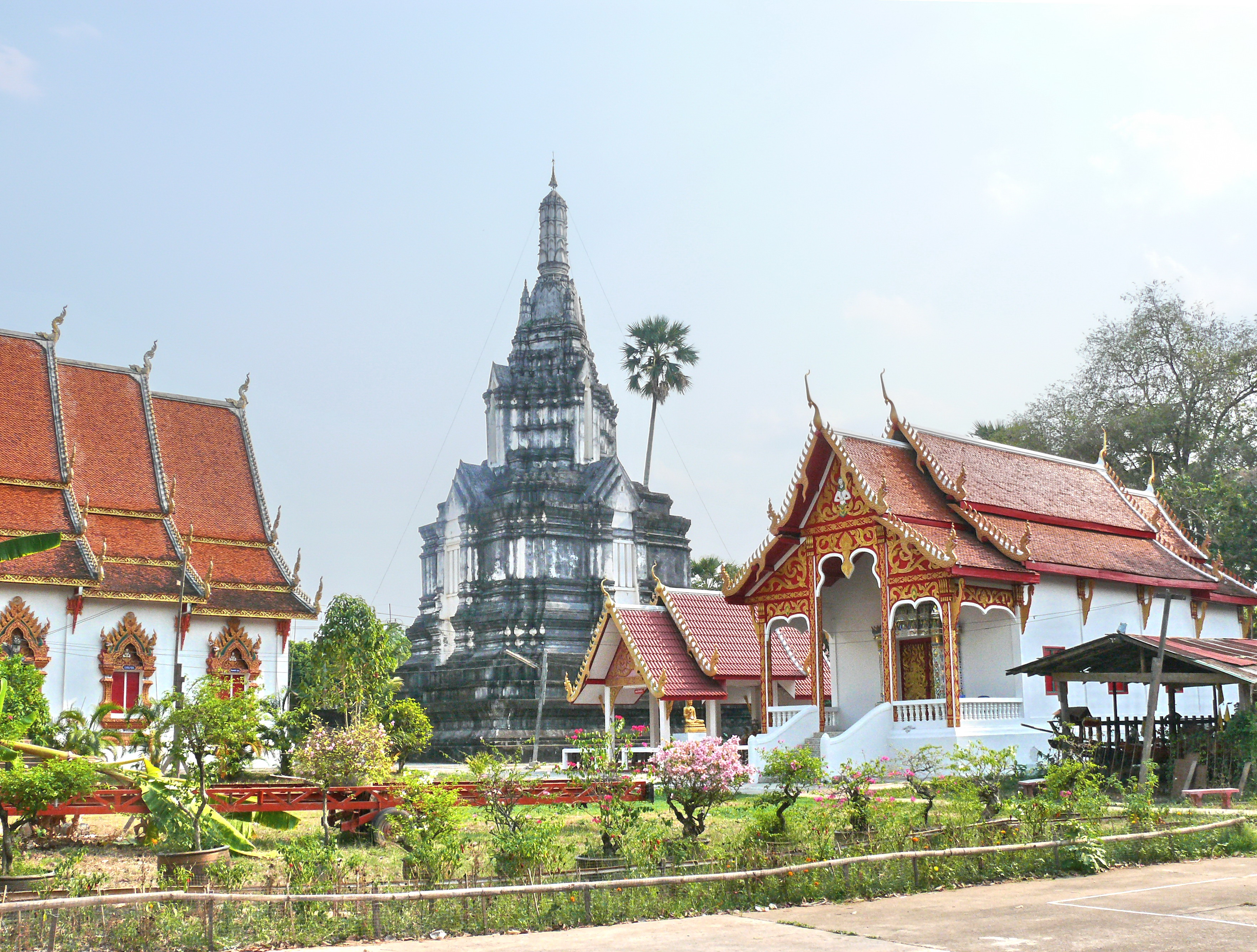
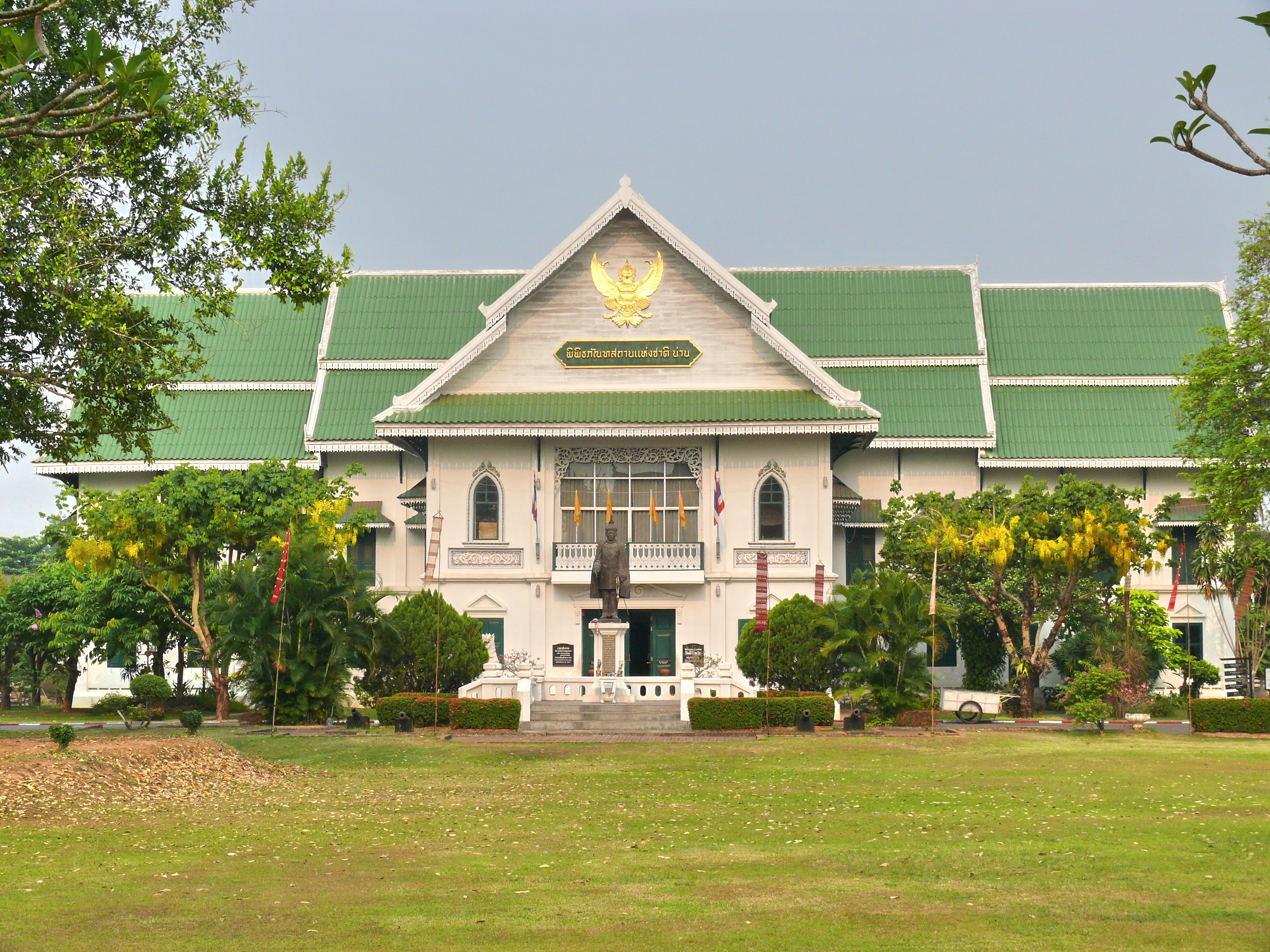
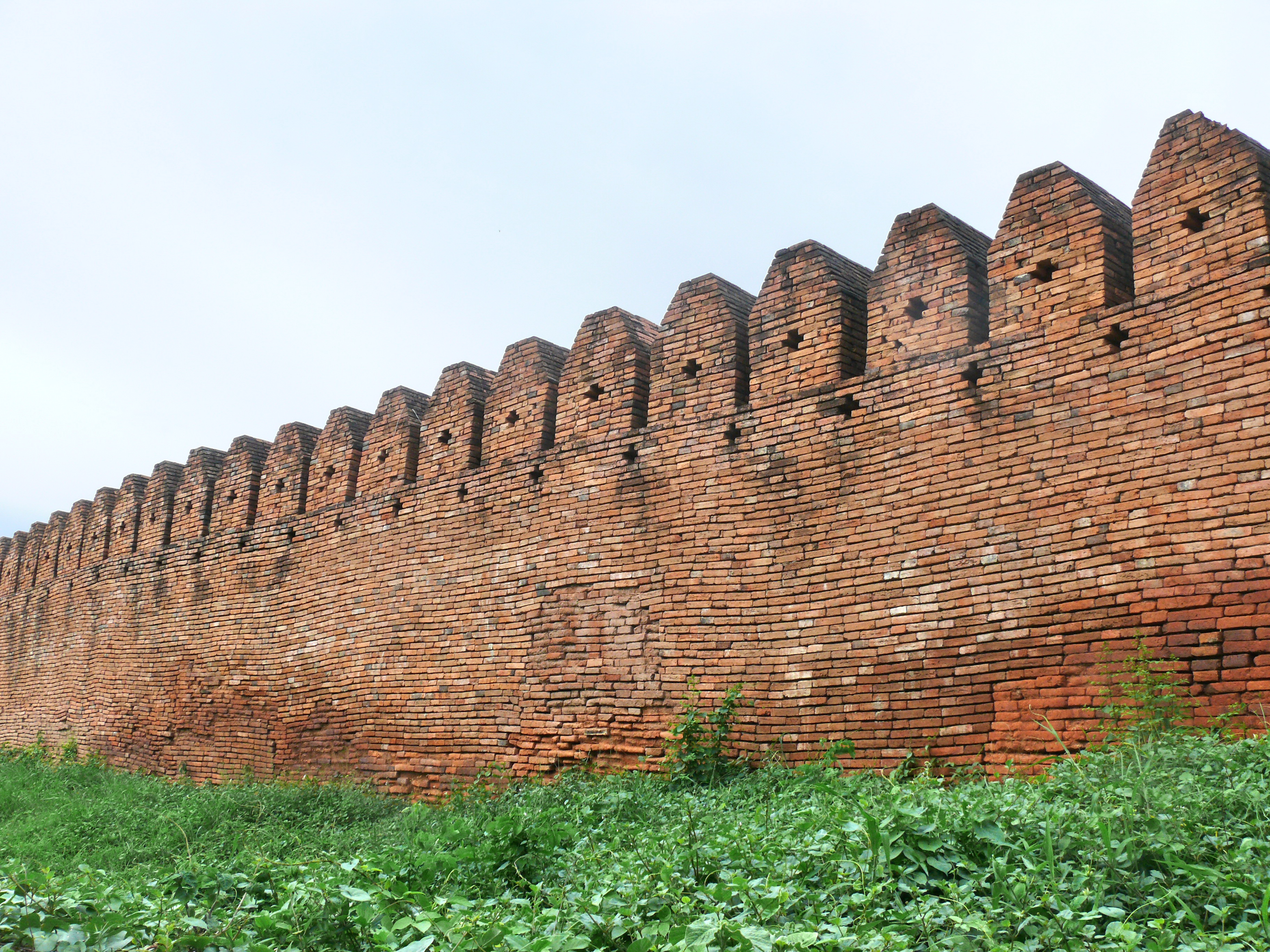